# Cho một người vừa nằm xuống
"Cho một người vừa nằm xuống" là một bài hát của nhạc sĩ Trịnh Công Sơn sáng tác và ca sĩ Khánh Ly được cho là đã trình bày bài hát này rất thành công. Nội dung bài hát về bạn của nhạc sĩ Trịnh Công Sơn là chuẩn tướng không quân Lưu Kim Cương thuộc Quân lực Việt Nam Cộng hòa tử trận trong trận Mậu Thân đợt 2. Ngày 1 tháng 4 năm 2022, Hồng Nhung đã thu âm "Cho một người vừa nằm xuống" để tưởng nhớ ngày mất của Trịnh Công Sơn